# Jean Sauvage
Pour les articles homonymes, voir Sauvage (homonymie).
Ne doit pas être confondu avec Jean Sauvage (chancelier).
Jean Sauvage, né le 3 octobre 1909 à Angers et mort le 15 juillet 2005 à Angers, est un homme politique français. 
Député, sénateur et président du Conseil général de Maine-et-Loire, il présida l'Office départemental d'HLM de Maine-et-Loire de 1952 à 1998. Il présida également l'association du Festival d'Anjou. Ce festival de théâtre devint sous sa présidence et avec Jean-Claude Brialy comme directeur artistique, le second festival en France après celui d'Avignon.

## Mandats

### Mandats nationaux
- Député de Maine-et-Loire du 30 mai 1954 au 8 décembre 1958
- Sénateur de Maine-et-Loire du 26 septembre 1965 au 2 octobre 1983 (réélection le 22 septembre 1974)

Situation en fin de mandat
- Membre de la commission des affaires culturelles
- Membre du Groupe de l'Union Centriste des Démocrates de Progrès

### Mandats locaux
- Conseiller municipal d'Angers de 1945 à 1978, premier adjoint au maire de 1953 à 1959
- Conseiller général du canton d'Angers-Nord-Ouest de 1945 à 1994, président du Conseil général de Maine-et-Loire de 1982 à 1994